# Сиверс, Яков Карлович
Граф Я́ков Ка́рлович Си́верс (нем. Jakob Ernst von Sievers; 1773—1810) — русский военный из остзейского рода Сиверсов, генерал-майор, герой сражения при Прейсиш-Эйлау.

## Биография
Родился в 1773 году в семье Карла Эберхарда Сиверса (1745—1821), брата Якова Ефимовича Сиверса.
Служил в артиллерии, в 1799 году произведён в полковники. В 1800—1805 годах командовал батарейной ротой 3-го артиллерийского полка.
В 1806—1807 годах принимал участие в кампании против французов в Восточной Пруссии, 26 апреля 1807 года награждён орденом Св. Георгия 4-й степени (№ 761 по кавалерскому списку Судравского и № 1776 по списку Григоровича — Степанова)
В воздаяние отличного мужества и храбрости, оказанных в сражении против французских войск 26 и 27 января при Прейсиш-Эйлау, где, командуя частию батареи правого фланга, оказал во всех случаях знания свои и отважность, во время ж атаки на центр наш действием командуемой артиллерии нанес ему сильное поражение; сверх того, при отправлении из Кольфсфорда батарейных наших орудий и в присоединении их потом благовременно к армии, оказал особенную деятельность и усердие.
Произведённый за отличие в генерал-майоры, с 1808 года он сражался с турками на Дунае и был убит 22 июля (3 августа) 1810 года при штурме Рущука.